# Budziska Leśne
Budziska Leśne (niem. Heydtwalde) – osada wsi Żabinka w Polsce, położona w województwie warmińsko-mazurskim, w powiecie giżyckim, w gminie Kruklanki.
W latach 1975–1998 osada należała administracyjnie do województwa suwalskiego.

## Nazwa
28 marca 1949 r. ustalono urzędową polską nazwę miejscowości – Budziska Leśne, określając drugi przypadek jako Budzisk Leśnych, a przymiotnik – budziski.